# Bouhezza
Le bouhezza est un fromage traditionnel algérien à base de lait de chèvre ou de brebis, originaire de l’Est algérien, dans les régions de l'Aurès, notamment dans les wilayas d'Oum el Bouaghi, Khenchela, Batna, Tébessa, et marginalement dans le sud de la wilaya de Guelma, jadis réputées par une pratique importante de l’élevage extensif des caprins et des ovins.

## Origine et terminologie

### Origine
À l’origine, le bouhezza était un fromage traditionnel issu de la transformation du lait de chèvre et de brebis dans l'Est algérien, dans les régions de l'Aurès. Toutefois, la tendance actuelle semble s’orienter vers l’utilisation de lait de vache.

### Terminologie
Hormis l'appellation bouhezza qui est la plus courante, il existe deux autres appellations, limitées géographiquement à la région de Tébessa, qui désignent ce même produit :
- Bou-mellal[2]
- Melh dhouab

## Procédé de fabrication traditionnelle

### Matières premières et outils
- Lait de chèvre
- L'ben
- Sel
- Tanin
- Outre de peau de chèvre
- Piment rouge

### Technique de fabrication
Ce fromage est obtenu par un procédé traditionnel consistant à effectuer le salage, l’égouttage et l’affinage dans une outre artisanale faite à base de peau de chèvre, appelée chekoua, préalablement traitée aux tanins pendant 3 à 4 mois. Au cours de la période d’affinage, du sel et du l'ben seront ajoutés au contenu de l'outre. Au stade de la consommation, le fromage est pétri avec incorporation de poudre de piment rouge, ce qui lui donne une caractéristique particulière.